# Pedro Pázmány
Pedro Pázmány de Panasz (en húngaro: Pázmány Péter) (Gran Varadino, 4 de octubre de 1570 – Bratislava, 19 de marzo de 1637), sexagésimo arzobispo de Esztergom (1616 – 1637), cardenal húngaro de la Iglesia católica, nombrado por el Papa Urbano VIII.

## Biografía
Nació el 4 de octubre de 1570 en la ciudad de Nagyvárad, como hijo de Nicolás Pázmány, alispán de Bihar y de Margarita Massai, ambos de familia calvinista. En 1582 falleció su madre, y pronto su padre se volvió a casar, tomando como esposa a Bárbara Toldy, quien era católica y educó bajo esta confesión religiosa al joven Pedro. Pronto fue a estudiar a Várad con los jesuitas y se volvió estudiante del colegio fundado en Kolozsvár por esta orden religiosa. En 1587 el príncipe de Transilvania Segismundo Báthory expulsó a los jesuitas del principado, y de esta manera, Pedro fue enviado primero a Cracovia a continuar sus estudios como novicio jesuita y posteriormente desde 1589 hasta 1592 continuó sus estudios en Viena.
Marchó a Roma para estudiar teología de 1592 a 1596 en la escuela del cardenal Bellarmino, graduándose en 1597. Fue ordenado sacerdote en 1596. En 1597 se convirtió en prefecto del seminario jesuita de Graz. Desde la casa jesuita de Sellye fue enviado a predicar a Košice y a Nitra en 1601.
Desde 1603 fue profesor de teología en la Universidad de Graz. En 1607 volvió a Hungría y entró en la corte del cardenal primado Ferenc Forgách.
En 1616 obtuvo del Papa Paulo V permiso para dejar la Compañía de Jesús, para poder entrar en la Orden de Somasca. Sin embargo, no abandonó nunca la Compañía.
Fue elegido arzobispo de Esztergom-Budapest el 28 de noviembre de 1616. El Papa Urbano VIII lo elevó al rango de cardenal en el consistorio del 19 de noviembre de 1629. El 31 de mayo de 1632 recibió el título de San Jerónimo de los Croatas.
El 12 de mayo de 1635 fundó la Universidad de Trnava, la primera universidad católica húngara.
Murió el 19 de marzo de 1637 en Bratislava, recibiendo sepultura en la iglesia de San Martín.